# You Look So Fine
„You Look So Fine” – singel rockowego zespołu Garbage z ich drugiego albumu studyjnego Version 2.0, a także ostatni utwór promujący ten album. Wydany w 1999 roku, stał się jedną z ulubionych piosenek fanów grupy.
W roku 2007 utwór znalazł się także w odnowionej wersji na albumie zespołu typu „greatest hits” – Absolute Garbage.
Do singla zrealizowano również wideoklip, którego reżyserii podjął się Stéphane Sednaoui.

## Remiksy i alternatywne wersje utworu
- „You Look So Fine (Radio Edit)” – 03:50
- „You Look So Fine (Deep Drama Mix [Radio Edit])” – 03:58
- „You Look So Fine (Deep Drama Club Mix)” – 08:39
- „You Look So Fine (Deep Drama Dub)” – 07:57
- „You Look So Fine (Fun Lovin’ Criminals Version)” – 03:36

## Pozycje na listach
| Notowanie (1999) | Najwyższa pozycja |
| ---------------- | ----------------- |
| UK Singles Chart | 19                |